# Robert Eggers
Robert Eggers (New York, 7 luglio 1983) è un regista, sceneggiatore, produttore cinematografico e scenografo statunitense.
Raggiunse la notorietà nel 2015 grazie al suo film d'esordio, l'horror The Witch. In seguito ha diretto The Lighthouse (2019), The Northman (2022), film epico sul personaggio di Amleto, e  Nosferatu (2024).

## Biografia

### Primi anni
Eggers è nato a New York nel 1983, figlio di Kelly Houston e padre ignoto. Poco dopo la sua nascita, con la madre si trasferì a Laramie, nel Wyoming, dove quest'ultima incontrò e sposò Walter Eggers. La coppia ebbe due gemelli, Max e Sam, i fratellastri di Robert. La famiglia si trasferì quindi a Lee, nel New Hampshire, nel 1990, quando il suo patrigno divenne prevosto presso l'Università del New Hampshire. Eggers è stato ispirato dalla sua infanzia nel New England e ha visitato spesso la Plimoth Plantation a Plymouth, nel Massachusetts, mentre scriveva il suo primo lungometraggio, The Witch.
Nel 2007 ha diretto il suo primo cortometraggio, Hansel and Gretel, di cui è stato anche production designer. Adattamento lungo 26 minuti della fiaba classica dei fratelli Grimm, questo cortometraggio propone per la prima volta le caratteristiche generali dell'estetica caratteristica dei film del regista, il quale ricorre al bianco e nero, poi ripreso nel suo secondo film, The Lighthouse, per omaggiare il cinema horror degli albori.
L'anno seguente ha diretto The Tell-Tale Heart, cortometraggio tratto dall'omonimo racconto di Edgar Allan Poe. Con questo cortometraggio, Eggers ha sviluppato ulteriormente la sua estetica e ha stabilito i primi contatti con suoi futuri collaboratori chiave, come il direttore della fotografia Jarin Blaschke, la montatrice Lousie Ford e il sound designer Damian Volpe. The Tell-Tale Heart è stato distribuito ufficialmente nel 2022.
A distanza di sette anni, nel 2015 realizza il suo terzo e ultimo cortometraggio, Brothers. A proposito del cortometraggio, Eggers ha dichiarato che quest'ultimo è stato concepito per essere presentato ai finanziatori del suo primo lungometraggio, The Witch, interessati a vedere il regista alle prese con gli elementi del film in programma, ovvero boschi spaventosi, bambini e celebrazione della natura.

### Debutto e successo cinematografico
Nel 2015 ha debuttato alla regia cinematografica con il lungometraggio horror The Witch, basato su una sua sceneggiatura e con Anya Taylor-Joy nelle vesti della protagonista Thomasin. È stato presentato in anteprima il 27 gennaio 2015 al Sundance Film Festival, dove ha vinto il premio per la miglior regia. È stato poi distribuito nelle sale statunitensi dalla A24 a partire dal 19 febbraio 2016. Le recensioni della critica furono positive, e la pellicola incassò un totale di 40 milioni di dollari, contro un budget di 4 milioni. Dopo il lancio di The Witch, Eggers lavorò alla scrittura di un film ambientato in epoca medievale, The Knight, che non vide però mai la luce.
Nel 2019 viene distribuito il secondo lungometraggio del regista, The Lighthouse, con sceneggiatura scritta a quattro mani con il fratello Max. Con protagonisti Robert Pattinson e Willem Dafoe, il film è stato presentato in anteprima il 19 maggio 2019 alla 72ª edizione del Festival di Cannes, nella Quinzaine des Réalisateurs, dove vinse il premio FIPRESCI. Nel 2020 The Lighthouse ha ricevuto una candidatura ai premi Oscar e ai premi BAFTA per la migliore fotografia (a Jarin Blaschke).
Nel 2020 iniziarono le riprese per The Northman, un lungometraggio scritto con il poeta islandese Sjón ambientato nell'Islanda del X secolo. Distribuito nelle sale statunitensi il 22 aprile 2022, tra i protagonisti sono presenti attori come Nicole Kidman, Alexander Skarsgård, Anya Taylor-Joy, Claes Bang e Ethan Hawke.
Il 26 giugno 2015, è stata resa ufficiale la notizia secondo cui Eggers avesse iniziato a scrivere un remake del film muto Nosferatu il vampiro, diretto da Friedrich Murnau, su cui aveva precedentemente diretto uno spettacolo ai tempi del liceo. Anya Taylor-Joy e Harry Styles erano stati selezionati come membri del cast per interpretare Ellen e Thomas Hutter, ma successivamente il loro posto è stato preso da Lily-Rose Depp e Nicholas Hoult, mentre per il Conte Orlok è stato invece scelto Bill Skarsgård. Dopo aver rimandato il progetto per anni, Nosferatu è uscito alla fine del 2024 come suo quarto lungometraggio. La pellicola è stata prodotta da Jay Van Hoy e Lars Knudsen per Studio 8. Oltre a Nosferatu, a partire dal 2016, Eggers sta sviluppando una miniserie televisiva basata sulla vita di Grigorij Rasputin.
Dopo Nosferatu, il regista sta lavorando ad una sceneggiatura scritta con Sjón sui licantropi dal titolo Werwulf. Il film verrebbe nuovamente prodotto dalla Focus Features e l'uscita nelle sale dovrebbe avvenire alla fine del 2026.

## Filmografia

### Regista e sceneggiatore

#### Lungometraggi
- The Witch (2015)
- The Lighthouse (2019)
- The Northman (2022)
- Nosferatu (2024)

#### Cortometraggi
- Hansel and Gretel (2007)
- The Tell-Tale Heart (2008)
- Brothers (2015)

## Riconoscimenti
- BFI London Film Festival
  - 2015 – Premio Sutherland per la migliore opera prima per The Witch

- Independent Spirit Awards
  - 2017 – Miglior film d'esordio per The Witch
  - 2017 – Miglior sceneggiatura d'esordio per The Witch
  - 2020 – Candidatura per il miglior regista per The Lighthouse

- Premio Bram Stoker
  - 2016 – Premio Bram Stoker alla sceneggiatura per The Witch

- Satellite Award
  - 2019 – Candidatura per il miglior film drammatico per The Lighthouse

- Sundance Film Festival
  - 2015 – Miglior regia per The Witch
  - 2015 – Candidatura per il Gran premio della giuria: U.S. Dramatic per The Witch